# Hospital San Juan de Dios (Aljarafe)
El Hospital San Juan de Dios del Aljarafe es un hospital concertado integrado en el Sistema Sanitario Público de Andalucía (SSPA) y gestionado por la Orden Hospitalaria de San Juan de Dios. Tiene carácter asistencial y docente. Está ubicado en Bormujos, Sevilla, y ofrece asistencia sanitaria a la comarca del Aljarafe. El hospital se ubica entre la calle Averroes de Bormujos y la autovía A-49.

## Historia
El centro es de titularidad privada, siendo propiedad de la Orden Hospitalaria de San Juan de Dios, organización religiosa sin ánimo de lucro. Entró en funcionamiento el 19 de febrero de 2003, siendo el hermano José Ramón Pérez Acosta superior provincial de la Orden (provincia Bética) y el hermano Ángel López Martín superior del centro.
En diciembre de dicho año se firma el concierto con la Junta de Andalucía, pasando a ser considerado desde ese momento como hospital comarcal público integrado en el Sistema Sanitario Público de Andalucía, participado a través del Consorcio Sanitario Público del Aljarafe.
Aunque ya estaba en funcionamiento, fue inaugurado oficialmente el 21 de enero de 2004, contando con la asistencia de la infanta Elena en representación de Casa Real y del presidente autonómico Manuel Chaves González.

## Área de influencia y actividad
El hospital ofrece servicios sanitarios de atención especializada a casi 300.000 habitantes de 28 municipios del Aljarafe. Cada año realiza aproximadamente 12.000 cirugías, 175.000 consultas, 100.000 urgencias y 10.000 ingresos.

## Dotación y servicios
El centro hospitalario está dotado con 192 camas de hospitalización en habitaciones individuales, 6 de cuidados intensivos, 16 de urgencias y observación, y 7 de observación pediátrica. También ofrece 16 puestos para tratamientos cortos, 23 gabinetes para curas y exploración, y 48 despachos para consulta. Además, hay 8 quirófanos y otros 2 para cirugía menor.
El hospital ofrece servicios de anestesia y reanimación, cardiología, cirugía digestiva, cirugía general, cirugía ortopédica y traumática, cuidados intensivos, ginecología, medicina interna, neumología, oftalmología, otorrinolaringología, pediatría, radiología, urgencias y urología.

## Centro de formación universitaria
Junto al hospital se encuentra el Campus Docente y de Investigación en Ciencias de la Salud San Juan de Dios. En él se encuentra el Centro Universitario de Enfermería San Juan de Dios, un centro adscrito privado perteneciente a la Fundación San Juan de Dios, que ofrece el Grado en Enfermería de la Universidad Pontificia Comillas, aunque inicialmente estaba vinculado a la Universidad de Sevilla.